# Colletes ornatus
Colletes ornatus là một loài Hymenoptera trong họ Colletidae. Loài này được Schrottky mô tả khoa học năm 1903.